# Girolamo Parabosco
Girolamo Parabosco (Piacenza, 1524 circa – Venezia, 21 aprile 1557) è stato un organista, scrittore e poeta italiano.

## Biografia
Nacque a Piacenza, figlio di un celebre organista, Vincenzo Parabosco. Poco si sa della sua fanciullezza, ma sicuramente arrivò presto a Venezia per lo studio della musica ed è menzionato come studente di Adrian Willaert, fondatore della Scuola veneziana, verso la fine del 1541.

Nel 1546 visitò Firenze, ospite di Francesco Corteccia, il musicista più quotato della città, attivo presso la corte medicea.
Dopo un periodo di viaggi tra le città del nord Italia, ritornò a Venezia e divenne primo organista a San Marco, che a quel tempo stava diventando una delle istituzioni musicali maggiori in Italia. Fu attivo a San Marco fino alla morte, nel 1557.
Scrisse le Rime e commedie in prosa, ma è conosciuto soprattutto per I diporti, una collezione di storie alla maniera del Decameron del Boccaccio, raccolta di novelle che si immagina vengano narrate durante una battuta di caccia, costretta al chiuso dal cattivo tempo.
Delle sue composizioni rimane un libro di madrigali per cinque voci, pubblicate a Venezia nel 1546 ed altri quattro madrigali pubblicati nel 1541 e nel 1544; inoltre alcuni brani di musica strumentale.
Lo stile del madrigali è simile a quello del Willaert, ma ancora più densamente polifonico e più simile ai mottetto che ai madrigali italiani del 1540. Uno dei suoi lavori strumentali è un ricercare basato sul "Da Pacem", introito gregoriano; potrebbe essere stata composta in occasione della fine delle ostilità fra Venezia e l'Impero ottomano.